# Kamieńczyk (Wzgórza Strzelińskie)
Kamieńczyk – wzgórze (325,2 m n.p.m.) w południowo-zachodniej Polsce, we Wzgórzach Strzelińskich, na Przedgórzu Sudeckim.